# Gornal Athletic FC
Gornal Athletic FC is een Engelse amateurvoetbalclub uit Lower Gornal, Dudley. De club is opgericht is in 1919 en speelt in de Midland Football Alliance, het negende voetbalniveau van Engeland. De club speelt in het Garden Walk Stadium. De bijnaam van de club is The Peacocks.

## Erelijst
- West Midlands Regional League
  - Divison One: 2003/04
  - Premier Division: 2011/12